# Salahuddin Shah di Selangor
Almarhum Sultan Sallehuddin Shah ibni Almarhum Daeng Chelak (1705 circa – Kuala Selangor, 1778) è stato sultano di Selangor in Malaysia dal 1742 al 1778.

## Biografia
Salahuddin Shah di Selangor nacque con il nome di Raja Lumu intorno al 1705 circa. Era figlio del celebre guerriero bugis Daeng Chelak. I Bugis avevano già iniziato a stabilirsi sulla costa occidentale della penisola malese verso la fine del XVII secolo. Assunse il titolo di sultano e un nuovo nome nel 1742.
Dopo Raja Lumu, anche altri capi bugis si stabilirono nel Selangor: Raja Tua a Klang e Daeng Kemboja a Linggi, a sud di Lukut. Raja Lumu originariamente incontrò l'opposizione dei sultani di Perak e Johor, così come dagli olandesi, ma alla fine riuscì a consolidare la sua posizione di sovrano. Nel 1770 la sua legittimità venne rafforzata dal matrimonio con la nipote del sultano di Perak.
Quest'ultimo investì Salehuddin delle insegne della regalità malese e partecipò anche alla successiva cerimonia di insediamento avvenuta nel Selangor. A questa alleanza, se ne aggiunse subito un'altra, in seconde nozze sposò infatti la figlia di Abdullah Mukarram Shah, sultano di Kedah, il più settentrionale dei sultanati malesi d'occidente.